# USS Howard D. Crow (DE-252)
«Говард Кроу» (англ. USS Howard D. Crow (DE-252) — військовий корабель, ескортний міноносець класу «Едсалл» військово-морських сил США за часів Другої світової війни.
«Говард Кроу» був закладений 6 лютого 1943 року на верфі Brown Shipbuilding, Г'юстон, у штаті Техас, де 26 квітня 1943 року корабель був спущений на воду. 27 вересня 1943 року він увійшов до складу ВМС США.
Ескортний міноносець «Говард Кроу» брав участь у бойових діях на морі в Другій світовій війні, супроводжував транспортні конвої союзників в Атлантиці. За час війни брав участь у затопленні у взаємодії з іншими протичовновими кораблями німецького підводного човна U-869.
За бойові заслуги, проявлену мужність та стійкість екіпажу в боях «Говард Кроу» удостоєний медалей «За Європейсько-Африкансько-Близькосхідну», «За Азійсько-Тихоокеанську», «За Американську кампанії» і Перемоги у Другій світовій війні.

## Історія служби
11 лютого 1945 року американські ескортні міноносці «Говард Кроу» і «Койнер» виявили поблизу східного узбережжя США неподалік від Нью-Джерсі німецький підводний човен U-869, який був скоординованою атакою потоплений. Всі 56 членів екіпажу німецької субмарини загинули.
8 травня 1945 року, на момент капітуляції нацистської Німеччини ескортний міноносець перебував у Нью-Йорку. 2 липня після проведення повномасштабного навчання в Карибському басейні «Говард Кроу» відплив з бухти Гуантанамо на Тихоокеанський театр війни. 25 липня він через Панамський канал прибув до Перл-Гарбора. Есмінець продовжував діяти у Західному Тихому океані. 13 грудня 1945 року він відплив з атола Мідвей, і, зупинившись у Панамському каналі та Нью-Йорку, прибув до Грін-Коув Спрінгс, штат Флорида, 15 березня 1946 року.